# وزارت نساجی (هند)
وزارت نساجی یک آژانس ملی دولتی هند است که مسئول تدوین سیاست، برنامه‌ریزی، توسعه، ترویج صادرات و تنظیم صنعت نساجی در هند است. این شامل تمام الیاف طبیعی، مصنوعی و سلولزی است که در ساخت منسوجات، پوشاک و صنایع دستی استفاده می‌شود. وزیر فعلی نساجی پیوش گویال است.